# Chiquihuite
Chiquihuite är en ort i Mexiko.   Den ligger i kommunen Unión Juárez och delstaten Chiapas, i den sydöstra delen av landet, 900 km sydost om huvudstaden Mexico City. Chiquihuite ligger 1 672 meter över havet och antalet invånare är 331.
Terrängen runt Chiquihuite är bergig norrut, men söderut är den kuperad. Terrängen runt Chiquihuite sluttar söderut. Runt Chiquihuite är det ganska tätbefolkat, med 155 invånare per kvadratkilometer. Närmaste större samhälle är Cacahoatán, 13,0 km sydväst om Chiquihuite. I omgivningarna runt Chiquihuite växer i huvudsak städsegrön lövskog.